# Индо-иранская раса

Иранидский тип из книги Огастеса Генри Кина «Человек, прошлое и настоящее», 1899

И́ндо-ира́нская раса (также ирано-афганская раса, индо-афганская раса) — тип индо-средиземноморской расы; восточный вариант, отличающийся от большинства восточных вариантов высоким ростом и сильным ростом бороды и усов. Характерные представители — население Ирана, Афганистана, Пакистана, Северной Индии.

## История термина
В начале XX века французский антрополог Ж. Деникер выделил индоафганскую расу, входящую в группу C его классификации (волнистые, тёмные или чёрные волосы и тёмные глаза). В дальнейшем для обозначения этого типа антропологи использовали термины:
- индо-афганская раса (Ж. Монтадон);
- ирано-афганская раса (К. Кун);
- ориенталиды (Э. Эйкштедт, Р. Биасутти, Дж. Бейкер).

Шведский антрополог Бертил Лундман выделял отдельно иранидов и отдельно северных индидов.
Своеобразие этого комплекса признаков нашло своё отражение и в современных популяционных классификациях. В классификации советского антрополога В. В. Бунака индо-иранская раса входит в средиземную расовую ветвь.
В классификации советского антрополога В. П. Алексеева индо-афганская группа популяций является ветвью средиземноморской или южноевропейской локальной расы. Ее характерными признаками являются чёрный цвет волос, тёмно-карий или чёрный цвет глаз, умеренный рост волос на груди у мужчин, средняя или большая длина тела, мезо- или брахикефальная форма головы, малая или средняя ширина лица, прямая или выпуклая форма носа.

## Происхождение
Раса происходит от смешения местного древнего средиземноморского и пришлого Индо-иранского-палеоевропеоидного с доминированием местного.